# سباق باريس روبيه 1949
طواف باريس 1949 هو سباق دراجات هوائية أقيم بتاريخ 17 أبريل، تكون السباق من مرحلة واحدة، وامتدّ لمسافة 244 كم، وبسرعة 39.356 كم/س، استغرق السباق 6 ساعات و11 دقيقة و59 ثانية.